# Lee Hyo-kyun
Đây là một tên người Triều Tiên, họ là Lee.
Lee Hyo-kyun (tiếng Hàn: 이효균; sinh ngày 12 tháng 3 năm 1988) là một tiền đạo trung tâm bóng đá Hàn Quốc thi đấu cho Incheon United.

## Sự nghiệp câu lạc bộ
Lee là một trong những sự lựa chọn của Gyeongnam FC cho mùa giải 2011.   Anh có màn ra mắt ngày 25 tháng 6 năm 2011, vào sân từ ghế dự bị những phút cuối trong thất bại trên sân nhà của Gyeongnam Pohang Steelers.  Bàn thắng chuyên nghiệp đầu tiên của Lee mở màn cho trận bán kết ở Cúp Liên đoàn bóng đá Hàn Quốc 2011 ngày 6 tháng 7 năm 2011 giữa Gyeongnam và Ulsan Hyundai FC, nhưng đó là không đủ để ngăn Ulsan bước vào Chung kết Cúp Liên đoàn bóng đá Hàn Quốc.
Trong đợt nghỉ mùa giải 2012, Lee chuyển đến đội kình địch Incheon United.

## Thống kê sự nghiệp câu lạc bộ
Tính đến 6 tháng 3 năm 2015
| Thành tích câu lạc bộ | Thành tích câu lạc bộ | Thành tích câu lạc bộ | Giải vô địch | Giải vô địch | Cúp     | Cúp       | Cúp Liên đoàn | Cúp Liên đoàn | Tổng cộng | Tổng cộng |
| Mùa giải              | Câu lạc bộ            | Giải vô địch          | Số trận      | Bàn thắng    | Số trận | Bàn thắng | Số trận       | Bàn thắng     | Số trận   | Bàn thắng |
| Hàn Quốc              | Hàn Quốc              | Hàn Quốc              | Giải vô địch | Giải vô địch | Cúp KFA | Cúp KFA   | Cúp Liên đoàn | Cúp Liên đoàn | Tổng cộng | Tổng cộng |
| --------------------- | --------------------- | --------------------- | ------------ | ------------ | ------- | --------- | ------------- | ------------- | --------- | --------- |
| 2011                  | Gyeongnam FC          | K League 1            | 12           | 2            | 0       | 0         | 1             | 1             | 13        | 3         |
| 2012                  | Incheon United        | K League 1            | 1            | 0            | 0       | 0         | -             | -             | 1         | 0         |
| 2013                  | Incheon United        | K League 1            | 13           | 3            | 2       | 0         | -             | -             | 15        | 3         |
| 2014                  | Incheon United        | K League 1            | 29           | 4            | 0       | 0         | -             | -             | 29        | 4         |
| Tổng cộng sự nghiệp   | Tổng cộng sự nghiệp   | Tổng cộng sự nghiệp   | 55           | 9            | 2       | 0         | 1             | 1             | 58        | 10        |